# Tomasz Magister
Tomasz Magister (ur. ok. 1275, zm. ok. 1346) – bizantyński filolog, komentator, autor zbioru mów, listów oraz kilku drobnych traktatów teologicznych. Doradca cesarza Andronika II Paleologa.
Tomasz Magister urodził się około 1275 roku. Wstąpił do klasztoru i przyjął imię Teodula. Należał do grona XIII-wiecznych filologów bizantyńskich. Był przyjacielem Manuela Moschopula. W Tesalonice został nauczycielem, a później doradcą cesarza Andronika II Paleologa (1282-1328). Zmarł w 1346 roku.
Tomasz opracował Słownik rzeczowników i czasowników (Eklogé onomáton kaj rhemáton Attikòn) częściowo na podstawie już istniejących słowników: attycysty Frynicha, leksykografa Ammoniosa i gramatyka Herodiana, a częściowo samodzielnie tworząc hasła, na podstawie dzieł greckich autorów, między innymi Herodota i Tukidydesa. 
Tomasz, podobnie jak jego przyjaciel Moschopul, pracował też nad krytycznym opracowaniem tekstów antycznych. Wydał Triadę (Trias) Sofoklesa wraz z komentarzem (tragedie Ajas, Król Edyp, Antygona) oraz triady tragedii Eurypidesa i Ajschylosa. Pozostawił również szereg drobniejszych prac: studia O powinnościach cesarza (Logos peri basilejas) i O powinnościach obywateli (Logos peri politejas) oraz mowy gratulacyjne do dowódcy Angelosa i wielkiego logotety Teodora Metochity.